# Jerančič
Jerančič je priimek v Sloveniji, ki ga je po podatkih Statističnega urada Republike Slovenije na dan 1. januarja 2010 uporabljalo manj kot 5 oseb.

## Znani nosilci priimka
- Domen Jerančič, nekdanji dirkač v kartingu, trener in sin Francija Jerančiča
- Franjo Jerančič - Lojze (1914-1984), prartizan prvoborec (strojni ključavničar)
- Franci Jerančič (*1951), avtomobilski dirkač in občasni TV-komentator
- Jakob Jerančič (*1984), atlet, tekač na 100 m
- Nina Jerančič (*1977), avtomobilska dirkačica, novinarka